# Micoureus phaeus
Micoureus phaeus är en pungdjursart som först beskrevs av Oldfield Thomas 1899. Micoureus phaeus ingår i släktet Micoureus och familjen pungråttor. Inga underarter finns listade.
Pungdjuret förekommer i Ecuadors bergstrakter och angränsande områden av Colombia och Peru. Arten vistas i växtligheten av städsegröna skogar och är aktiv på natten.